# Quello che capita
Quello che capita è l'ultimo singolo degli 883, pubblicato nel 2002.
Il brano è uno dei due inediti contenuti nella raccolta Love/Life ed è l'ultimo singolo pubblicato sotto lo storico marchio 883. Il brano è contenuto anche in TuttoMax, Max Live 2008 e Max 20, in cui è reinterpretato in duetto con Antonello Venditti.

## Video musicale
Nel video ufficiale del brano, diretto da Gaetano Morbioli, si vede Max Pezzali cantare in una casa vuota. Nelle stanze della stessa casa compaiono poi vari schermi, nei quali vengono mostrate alcune immagini dei video delle canzoni storiche che hanno reso famoso il cantante con gli 883; con questo Pezzali fa capire che da lì in poi il marchio 883 non sarebbe più esistito e lui sarebbe semplicemente stato Max Pezzali. Il video si conclude con la scritta 883 illuminata che sparisce nell'ombra.
Ha vinto il premio come miglior videoclip agli Italian Music Awards del 2002.

## Formazione
- Max Pezzali - voce
- Alberto Tafuri - tastiera
- Matteo Bassi - basso
- Emiliano Bassi - batteria
- Massimiliano Pelan - chitarra
- Daniele Gregolin - chitarra
- Fabrizio Frigeni - chitarra[senza fonte]